# Никулина, Анна Игоревна
Никулина, Анна Игоревна (род. 25 августа 1991, Новосибирск) — российская биатлонистка, обладательница Кубка IBU 2014/15.

## Спортивная карьера
Воспитанница СДЮСШОР «Центр биатлона» города Новосибирска.
Первый тренер — Соколов Николай Семёнович.
Личный тренер — Иванов Валерий Владимирович. Также тренерами Анны являются Басов Сергей Николаевич, Болтенко Алексей Владимирович, Попов Константин Сергеевич, Челюканов Геннадий Егорович.
Мастер спорта с 2012 года.
Участница чемпионатов Европы 2013 в болгарском Банско и 2014 в чешском Нове-Место.

### Кубок IBU
15 декабря 2013 года заняла второе место в составе российской эстафетной команды на третьем этапе кубка IBU 2013/2014 в австрийском Обертиллиахе.
По итогам сезона 2014/2015 Анна стала обладательницей Кубка IBU, а также обладательницей малого кубка IBU по программе спринтерских гонок.

### Кубок мира
Дебютировала 20 марта 2015 в спринте на этапе в Ханты-Мансийске и из 71 стартовавшей спортсменки заняла 68 место, допустив 7 промахов (2+5).
Дебютировала 13 декабря 2015 в эстафете на этапе в Хохфильцене. Бежала второй этап и допустила на первом огневом рубеже при стрельбе лежа один промах, а на втором огневом рубеже при стрельбе из положения стоя четыре промаха. По итогам эстафеты российская команда заняла 9-е место.

## Результаты выступлений на Кубке мира
| 2015/2016 Итоги | 2015/2016 Итоги | Эстерсунд | Эстерсунд | Эстерсунд | Эстерсунд | Эстерсунд | Хохфильцен | Хохфильцен | Хохфильцен | Поклюка | Поклюка | Поклюка | Рупольдинг | Рупольдинг | Рупольдинг | Рупольдинг | Рупольдинг | Рупольдинг | Антхольц | Антхольц | Антхольц | Канмор | Канмор | Канмор | Канмор | Преск-Айл | Преск-Айл | Преск-Айл | ЧМ Холменколлен | ЧМ Холменколлен | ЧМ Холменколлен | ЧМ Холменколлен | ЧМ Холменколлен | ЧМ Холменколлен | Ханты-Мансийск | Ханты-Мансийск | Ханты-Мансийск |
| Очков           | Место           | Сусм      | См        | Инд       | Спр       | Пр        | Спр        | Пр         | Эст        | Спр     | Пр      | МС      | Спр        | Пр         | МС         | Инд        | Эст        | МС         | Спр      | Пр       | Эст      | Спр    | МС     | Сусм   | См     | Спр       | Пр        | Эст       | См              | Спр             | Пр              | Инд             | Эст             | МС              | Спр            | Пр             | МС             |
| 0               | 0               | —         | —         | 86        | 74        | —         | —          | —          | 9          | —       | —       | —       | —          | —          | —          | —          | —          | —          | —        | —        | —        | —      | —      | —      | —      | —         | —         | —         | —               | —               | —               | —               | —               | —               | —              | —              | —              |

| 2014/2015 Итоги | 2014/2015 Итоги | Эстерсунд | Эстерсунд | Эстерсунд | Эстерсунд | Хохфильцен | Хохфильцен | Хохфильцен | Поклюка | Поклюка | Поклюка | Оберхоф | Оберхоф | Оберхоф | Рупольдинг | Рупольдинг | Рупольдинг | Антхольц | Антхольц | Антхольц | Нове Место | Нове Место | Нове Место | Нове Место | Холменколлен | Холменколлен | Холменколлен | ЧМ Контиолахти | ЧМ Контиолахти | ЧМ Контиолахти | ЧМ Контиолахти | ЧМ Контиолахти | ЧМ Контиолахти | Ханты-Мансийск | Ханты-Мансийск | Ханты-Мансийск |
| Очков           | Место           | См        | Инд       | Спр       | Пр        | Спр        | Эст        | Пр         | Спр     | Пр      | МС      | Эст     | Спр     | МС      | Эст        | Спр        | МС         | Спр      | Пр       | Эст      | Сусм       | См         | Спр        | Пр         | Инд          | Спр          | Эст          | См             | Спр            | Пр             | Инд            | Эст            | МС             | Спр            | Пр             | МС             |
| —               | —               | —         | —         | —         | —         | —          | —          | —          | —       | —       | —       | —       | —       | —       | —          | —          | —          | —        | —        | —        | —          | —          | —          | —          | —            | —            | —            | —              | —              | —              | —              | —              | —              | 68             | —              | —              |

## Награды и звания
- Мастер спорта России международного класса (10 апреля 2015 года).[7]

## Интервью с А. Никулиной
- Анна Никулина: «Если в бой, то с головой!» Архивная копия от 12 июня 2015 на Wayback Machine июнь 2015